# Émilie Cariou

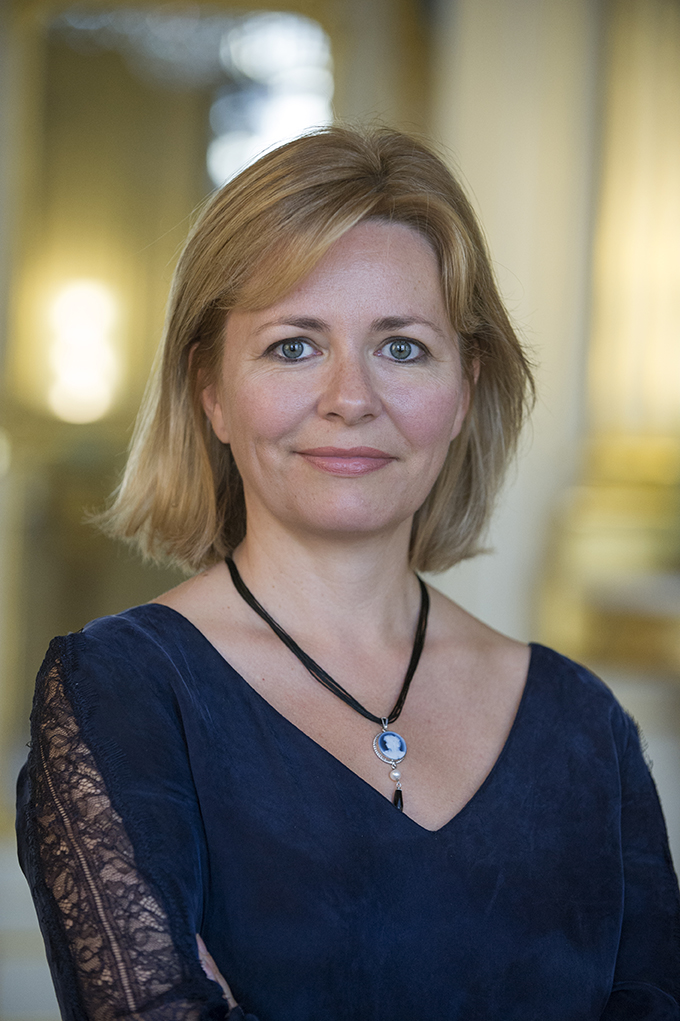
Emilie Cariou (2014)

Émilie Cariou (* 14. Oktober 1971 in Verdun) ist eine französische Politikerin. Von 2017 bis 2022 war sie Abgeordnete für den Wahlkreis Meuse II in der Nationalversammlung. Sie wurde auf der Liste der Partei La République En Marche gewählt, verließ die Partei jedoch im Mai 2020. Von Dezember 2020 bis Oktober 2022 war sie Ko-Vorsitzende der von ihr mitbegründeten Mitte-links-Partei Les Nouveaux Démocrates.

## Berufliche Laufbahn
Cariou studierte Rechtswissenschaft an der Universität Montesquieu Bordeaux IV (Abschluss 1993 mit Maîtrise), erwarb 1995 ein DEA am Institut d’études politiques de Bordeaux und absolvierte die Hochschule für Steuerexperten École nationale des impôts.
Anschließend trat sie als Beamtin des Ministeriums für Wirtschaft und Finanzen in den Staatsdienst. Dort war sie als Mitarbeiterin der Direction des Vérifications nationales et internationales (DVNI; Behörde für nationale und internationale Steuerprüfungen) an Prüfungen bei großen französischen Industrie- und Bankkonzernen beteiligt. Sie wechselte dann in die Abteilung für Steuergesetzgebung.
Cariou unterstützte Arnaud Montebourgs Bewerbung bei den Vorwahlen zur Bestimmung des Kandidaten der Sozialistischen Partei (PS) für die Präsidentschaftswahl 2012, wobei sie ihn in Fragen der Finanzpolitik beriet. Montebourg unterlag jedoch seinem innerparteilichen Konkurrenten François Hollande, der auch die Präsidentschaftswahl gewann. Nach der Wahl zur Nationalversammlung 2012 arbeitete Cariou für Fleur Pellerin (PS), die damals beigeordnete Ministerin für kleine und mittelständische Unternehmen, Innovation und digitale Wirtschaft im von Montebourg geleiteten Industrieministerium war. Cariou beriet die Ministerin in Bezug auf Fragen der Besteuerung von Internet-Riesen.
Im Mai 2014 wurde Cariou stellvertretende Direktorin des Centre national du cinéma et de l’image animée (CNC) mit dem Zuständigkeitsbereich Haushalt und Finanzierung. Bald darauf folgte sie Pellerin in deren Ministerium für Kultur und Kommunikation; dort war sie für Urheberrechtsfragen im Rahmen der EU zuständig. Den Posten als Beraterin behielt sie bei, als Audrey Azoulay (zuvor stellvertretende Generaldirektorin des CNC) Pellerin als Kulturministerin ablöste; Cariou war nun Beraterin zu europäischen Fragen und internationalen Beziehungen sowie zur Digitalisierung.

## Politische Laufbahn
Nach dem Sieg Emmanuel Macrons bei der Präsidentschaftswahl 2017 trat Cariou bei der darauffolgenden Parlamentswahl für Macrons neugegründete Partei La République En Marche (LREM) im 2. Wahlkreis des Départements Meuse an. Dort hatte Macron im ersten Wahlgang der Präsidentschaftswahl deutlich schwächer als die rechtsextreme Kandidatin Marine Le Pen abgeschnitten. Dennoch gewann Cariou den Wahlkreis mit 62,8 Prozent in der Stichwahl gegen den Kandidaten der Front National.
Sie wurde Mitglied im Finanzausschuss der Nationalversammlung. 2019 folgte sie Bénédicte Peyrol als Koordinatorin der LREM-Fraktion für diesen Ausschuss nach. 2018 wurde Cariou die parlamentarische Berichterstatterin für die Reform der Verfolgung von Steuerdelikten. Im Juli 2019 kandidierte Cariou für die Nachfolge von Carole Bureau-Bonnard als Vizepräsidentin der Nationalversammlung; in einer fraktionsinternen Abstimmung unterlag sie Laëtitia Saint-Paul.

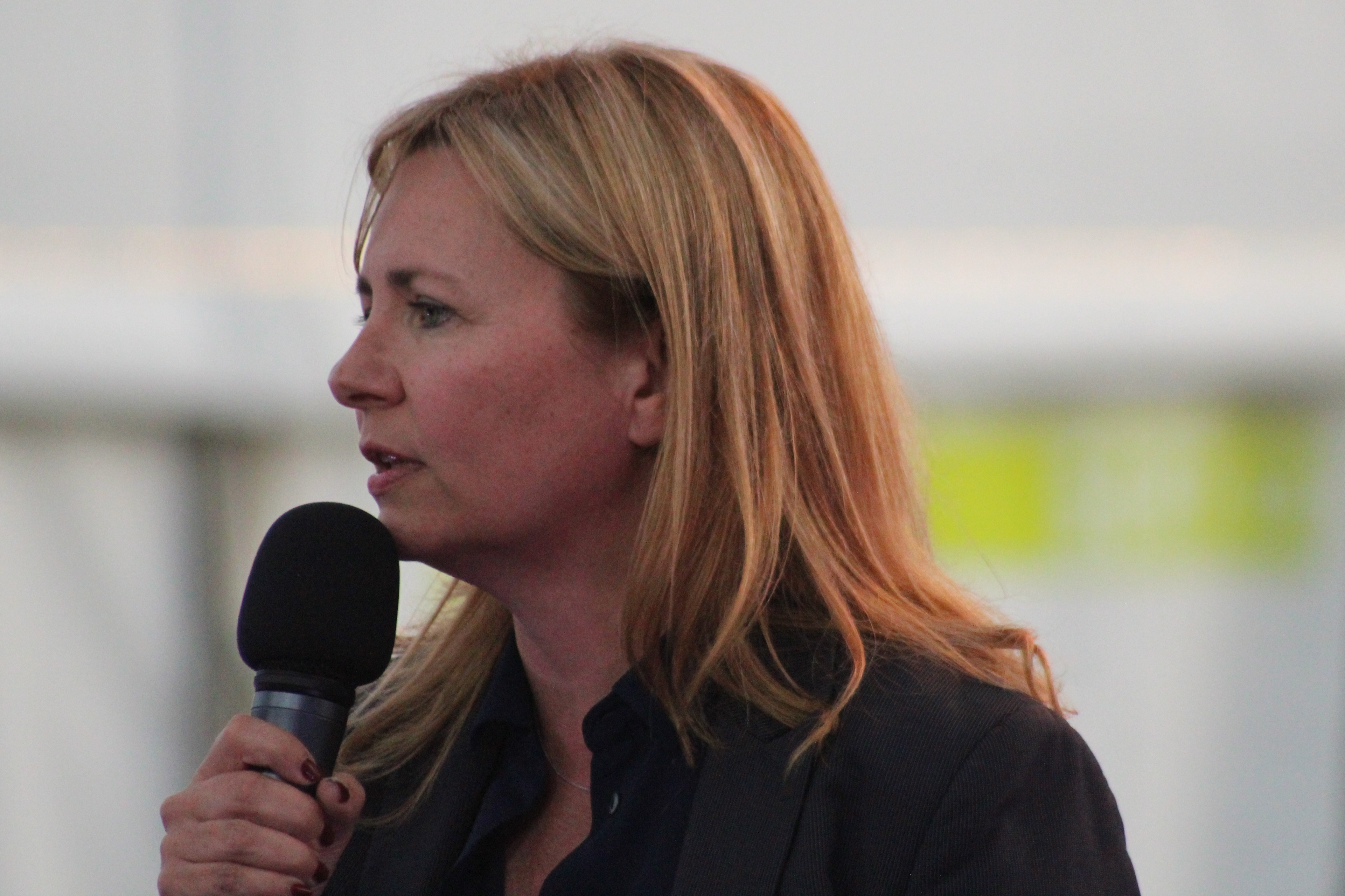
Cariou bei einer Veranstaltung des Pôle écologiste in Poitiers, 2021

Im Mai 2020 schloss sich Cariou mit anderen Mitgliedern des Parlaments (u. a. Paula Forteza, Matthieu Orphelin Aurélien Taché) zusammen, die die Fraktion der LREM verließen und die Fraktion Écologie Démocratie Solidarité („Ökologie Demokratie Solidarität“) (EDS) gründeten. Dadurch verlor der Präsident seine absolute Mehrheit im Parlament und der Druck auf ihn erhöhte sich, eine eher linksgerichtete Politik zu machen. Durch den Austritt dreier Abgeordneter fiel die Fraktion bereits im Oktober 2020 unter die erforderliche Mindestzahl von 15 Mitgliedern und löste sich wieder auf. Seither war Cariou fraktionslose Abgeordnete.
Im Dezember 2020 gründete sie mit weiteren ehemaligen EDS-Abgeordneten die Mitte-links-Partei Les Nouveaux Démocrates, die aus dem eher linken und ökologischen Flügel von LREM hervorging. Cariou übernahm neben Aurélien Taché den Parteivorsitz. Die „Neuen Demokraten“ verbündeten sich mit Europe Écologie Les Verts (EELV) und unterstützten bei der Präsidentschaftswahl 2022 Yannick Jadot. Bei der Parlamentswahl im Juni 2022 trat Cariou nicht für eine Wiederwahl an. Ihre Partei fusionierte im Oktober 2022 mit EELV.

## Politische Standpunkte
Im Herbst 2017 gehörte Cariou zu denen, die angesichts der Abschaffung der Solidaritätssteuer auf Vermögen (ISF) für eine höhere Besteuerung von Luxusgütern (Yachten, Wertgegenstände, Sportwagen) eintraten.